# Reuilly (Indre)
Reuilly is een gemeente in het Franse departement Indre (regio Centre-Val de Loire). De plaats maakt deel uit van het arrondissement Issoudun. Reuilly telde op 1 januari 2022 2.009 inwoners.

## Geografie
De oppervlakte van Reuilly bedroeg op 1 januari 2022 25,8 vierkante kilometer; de bevolkingsdichtheid was toen 77,9 inwoners per km².

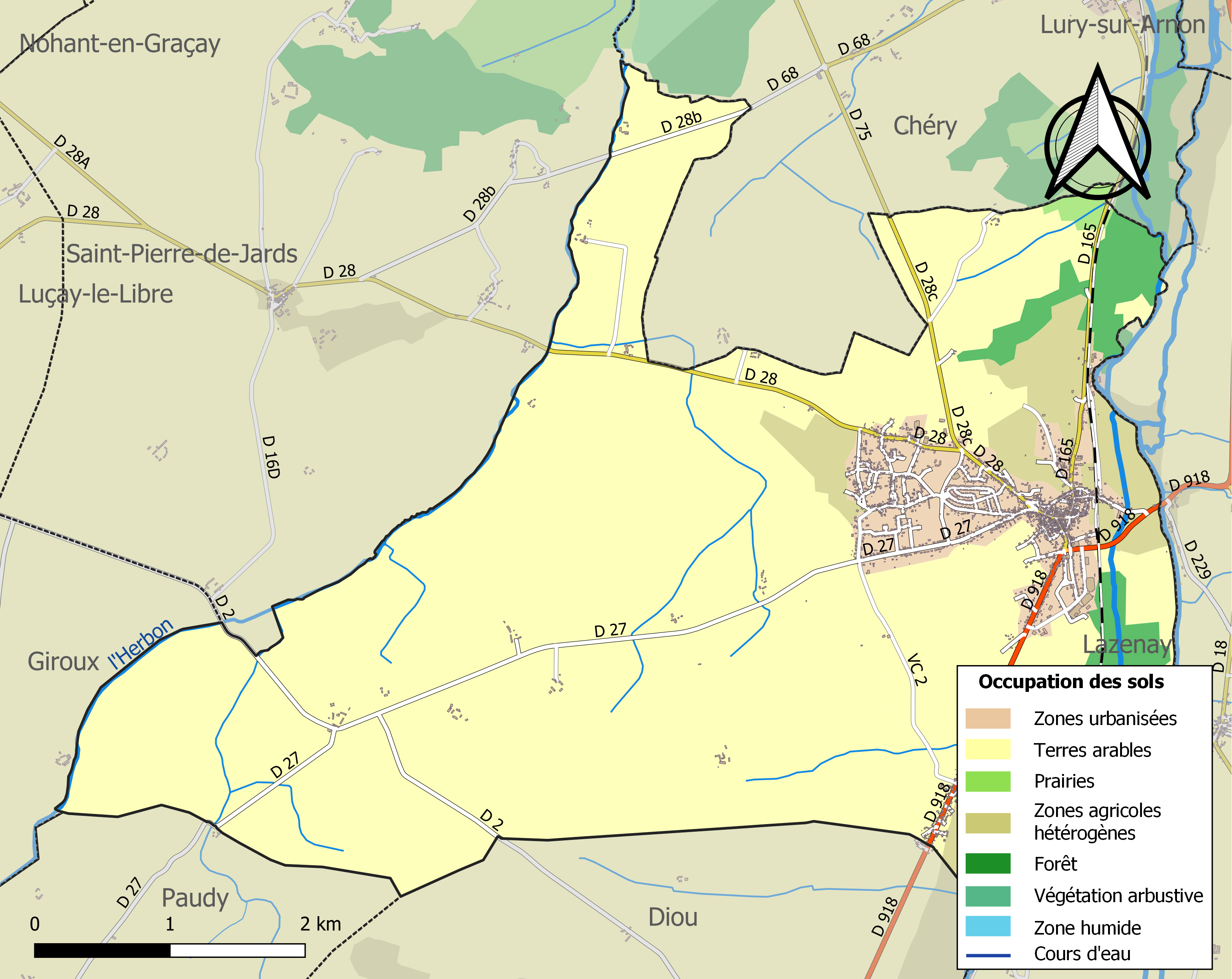
Kaart van de gemeente met belangrijkste infrastructuur, bodemgebruik en omliggende gemeenten

## Demografie
Onderstaande figuur toont het verloop van het inwonertal (bron: INSEE-tellingen).